# AEG G.III
AEG G.III (firemní značení GZ 3) byl německý dvoumotorový dvouplošný bombardér používaný během první světové války.
První G.III vzlétl v prosinci roku 1915. Ve srovnání se svým předchůdcem G.II byl nový dvoumotorák výrazně větší a stejně jako předchozí typ se nejprve používal jako těžce vyzbrojený doprovod neozbrojených průzkumných letounů. Poprvé jako bombardér našel využití u jednotky Kampfgeschwader 1 v Makedonii, kde byla z těchto strojů vytvořena první letka sestavená výhradně z dvoumotorových bombardérů. G.III se na frontě používal od června 1916 až do května 1917, kdy byl nahrazen novějším typem G.IV. Celkem se vyrobilo 45 kusů G.III.

## Specifikace

### Technické údaje
- Osádka: 2-4 (1 pilot, 1-3 střelci/bombometčíci)
- Rozpětí: 18,4 m
- Délka: 9,2 m
- Výška: 3,9 m
- Nosná plocha: 67 m²
- Hmotnost prázdného letounu: 2000 kg
- Maximální vzletová hmotnost : 3075 kg
- Pohonná jednotka: 2× řadový motor Mercedes D.IV
- Výkon pohonné jednotky: 220 k (164 kW)

### Výkony
- Maximální rychlost: 155 km/h
- Dostup: 3500 m
- Stoupavost: 168 m/min
- Dolet: 700 km

### Výzbroj
- 2-4x kulomet LMG 08/15 (Spandau) ráže 7,92 mm
- 300 kg bomb